# As-Sajjid Ibrahim Abd al-Fattah
As-Sajjid Ibrahim Abd al-Fattah (arab. السيد ابراهيم عبد الفتاح; ur. 3 lutego 1947) – egipski zapaśnik walczący w stylu klasycznym. Olimpijczyk z Monachium 1972, gdzie zajął 21. miejsce w wadze muszej do 52 kg.